# Denis Osipau
Denis Osipau, né le 17 juillet 1983 à Minsk, est un skieur acrobatique biélorusse spécialisé dans les épreuves de saut acrobatique. Il prend part aux compétitions internationales depuis la saison 2003-2004.

## Palmarès

### Jeux olympiques
- Sotchi 2014 : 9e en saut acrobatique

### Championnats du monde
| Édition/Discipline | Saut acrobatique |
| Mondiaux 2011      | 5e               |
| Mondiaux 2013      | 16e              |

### Coupe du monde
- Meilleur classement général : 21e en 2013.
- Meilleur classement en saut : 8e en 2013.
- 3 podiums en carrière.